# Opéra Le Peletier
Pour les articles homonymes, voir Opéra de Paris.
Résidence
L’opéra Le Peletier était une salle d’opéra parisienne de 1821 à 1873.
Il était situé au 12 de la rue Le Peletier (Paris 9e). Il fut détruit par un incendie dans la nuit du 28 au 29 octobre 1873, ce qui accéléra la reprise de la construction de l’opéra Garnier, qui lui succéda en 1875.

## Appellations
Le nom officiel, gravé sur la façade, fut successivement : Académie royale de musique, de 1821 à 1848 ; Académie nationale de musique, de 1848 à 1851 ; Académie impériale de musique, de 1852 à 1870, et de nouveau Académie nationale de musique, de  1871 à 1873.
Le nom courant était Opéra Le Peletier ou Opéra de la rue Le Peletier.

## Emplacement
L'emplacement choisi pour construire l’opéra Le Peletier était celui d'une partie des jardins de l'hôtel de Choiseul. L'hôtel lui-même fut affecté à l'administration de l'opéra. L’adresse de l’opéra Le Peletier était : 12, rue Le Peletier, dans l'actuel 9e arrondissement (autrement, dans l’ancien 2e arrondissement avant 1860), près du boulevard des Italiens et à proximité de l'actuel hôtel Drouot.

## Histoire

### Construction

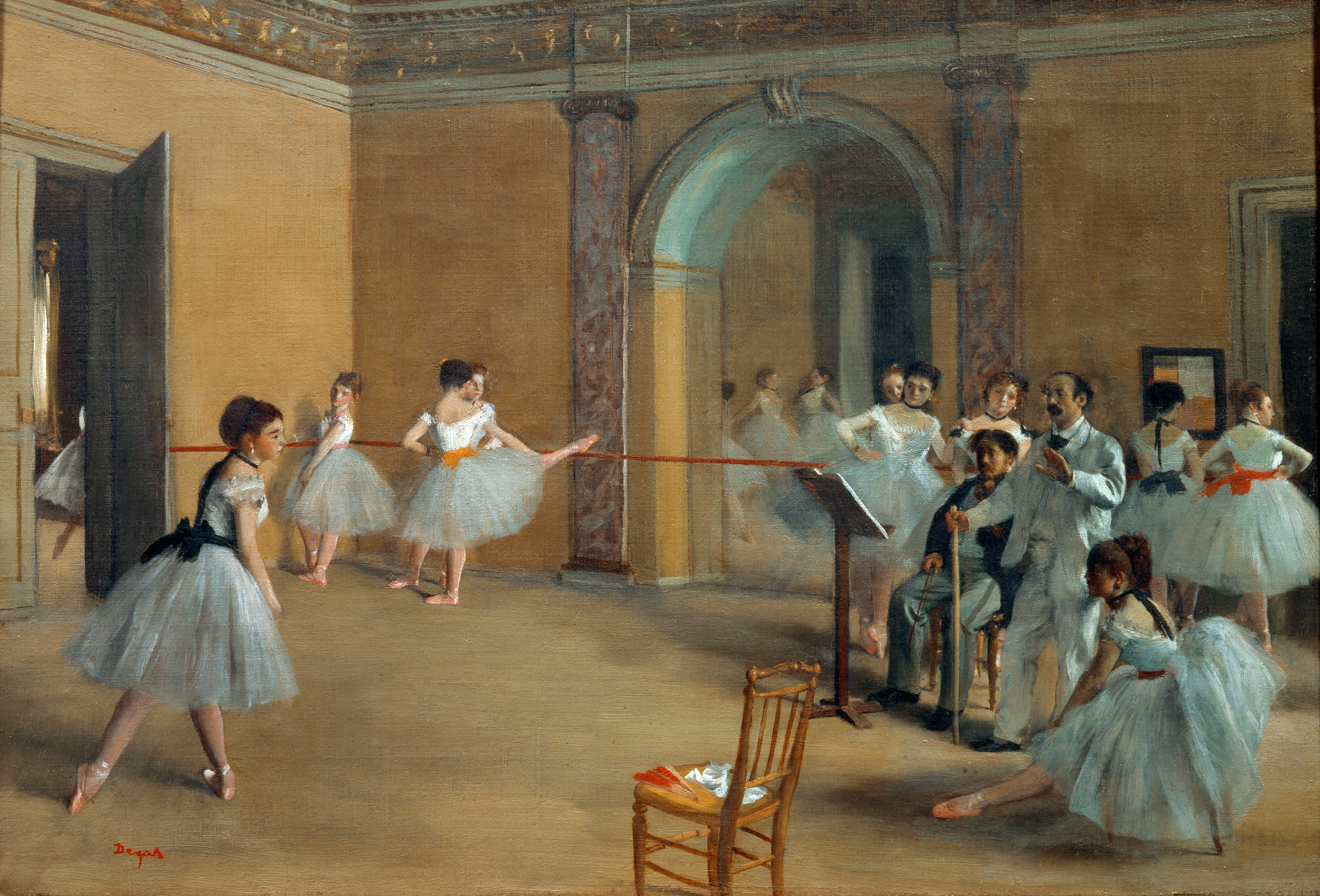
Edgar Degas, Le Foyer de la danse à l'Opéra de la rue Le Peletier (1872).

À la suite de l'assassinat du duc de Berry à la sortie de l'opéra de la rue de Richelieu, le 13 février 1820, Louis XVIII ordonne la démolition du bâtiment, et Paris se trouve sans opéra.
Décision est prise de construire rapidement une salle « provisoire ». Ce sera l'opéra Le Peletier, conçu par l'architecte François Debret (en collaboration avec Grillon et Du Bois) et construit en un an, du 13 août 1820 au 19 août 1821. Durant toute sa vie, c’est-à-dire de 1821 à 1873, d’autres salles donnèrent des spectacles lyriques à Paris, mais pas de grand opéra : l’Opéra-comique, le Théâtre-Lyrique, le Théâtre de la Gaîté.
La construction de l'opéra Le Peletier coïncide avec le percement d'un prolongement de la rue Chauchat jusqu'à la rue Pinon (aujourd'hui rue Rossini).
De forme rectangulaire, le nouveau bâtiment comprend (voir le plan) :
- à l'ouest : la façade, sur un petit côté, rue Le Peletier ; elle est ornée de huit statues (huit Muses ; celle de la musique manquait) ;
- au nord : un grand côté donne sur le trottoir sud de la rue Pinon (aujourd'hui rue Rossini) ;
- à l'est : le petit côté arrière, limité par un passage, sombre et humide, longeant la façade de l’hôtel Choiseul, sert d'entrée aux artistes. Ce passage, perpendiculaire à la rue Pinon, se situe approximativement à mi distance entre les deux rues actuelles Chauchat et Drouot.
- au sud : un grand côté est bordé par le passage de l'Opéra qui  amène, par deux galeries parallèles, jusqu'au boulevard des Italiens.

Comme il s'agit d'une salle « provisoire » — mais elle sera utilisée finalement plus d'un demi-siècle ! —, on réutilise les matériaux de l'opéra de la rue de Richelieu, tels que les colonnes, le devant des loges, la coupole, les corniches, etc., et la construction est légère :
« Pour les spectateurs assis au parterre, la salle Le Peletier est absolument la même que la salle Richelieu, seulement on a donné six places de plus à l'ouverture de l'avant-scène. Le théâtre est beaucoup plus profond que l'ancien, les corridors plus larges, une immense galerie servant de foyer au public ; telles sont les améliorations que l'on remarque dans la nouvelle salle ; mais gare à l'incendie ! Il serait effroyable. Cet édifice, n'ayant pas de murs pour contenir le feu, formera cheminée,... »
L'éclairage se fait au gaz (hydrogène). La salle d'environ 1800 places est grande, riche et bien distribuée, et dispose de vastes dégagements. Comme la construction en est extrêmement légère, elle est d'une remarquable sonorité.

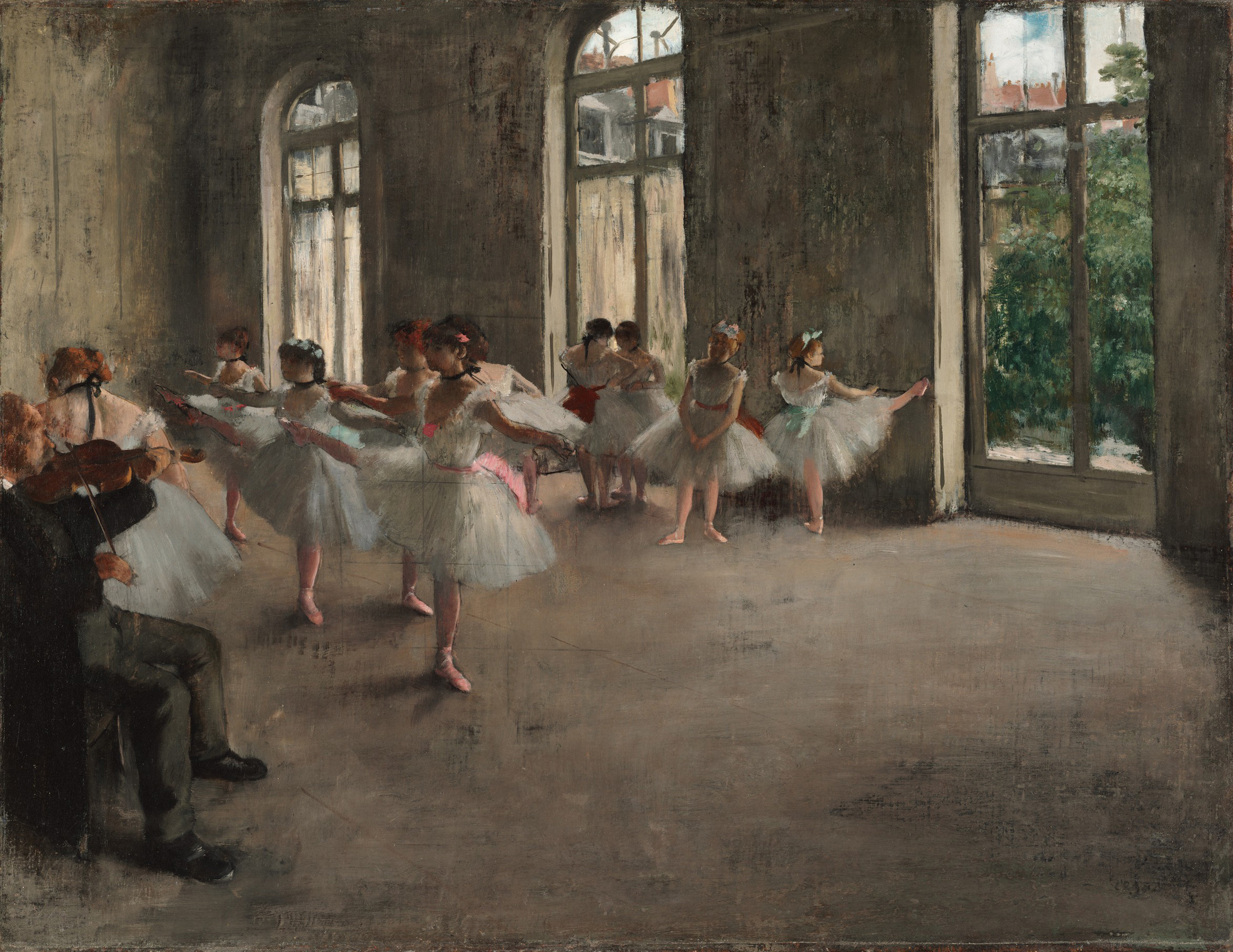
Edgar Degas, Répétition de ballet (1873).

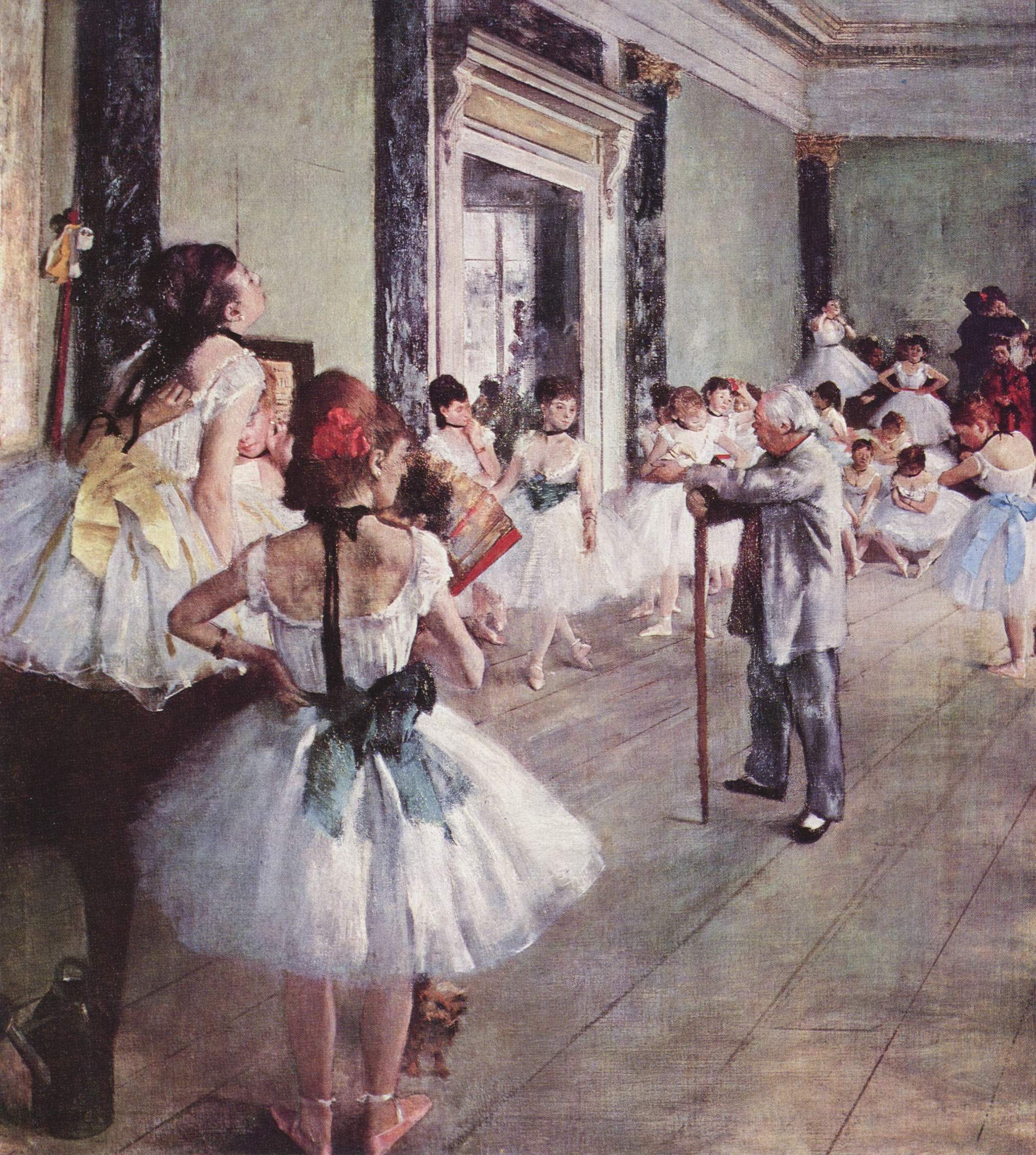
Edgar Degas, La Classe de danse (1875).

### Inauguration de la salle
L'inauguration de la salle eut lieu le jeudi 16 août 1821, avec le programme suivant : Les Bayadères, opéra en trois actes de Charles Simon Catel sur un livret d'Étienne de Jouy d'après Voltaire et Le Retour de Zéphire, ballet en un acte de Pierre Gardel et Daniel Steibelt (1802).

### Créations

#### Opéras

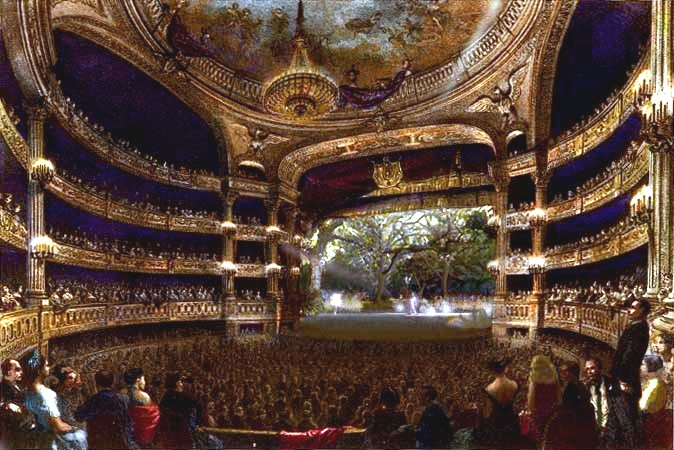
La grande salle en 1864.

C’est à la salle Le Peletier qu’ont été créés, entre autres, les opéras suivants :
- Don Sanche ou le Château d’amour, opéra en un acte de Franz Liszt (17 octobre 1825) ;
- Le Siège de Corinthe de Gioachino Rossini (9 octobre 1826) ;
- Moïse et Pharaon de Rossini (26 mars 1827) ;
- La Muette de Portici de Daniel-François-Esprit Auber (29 février 1828) ;
- Le Comte Ory de Rossini (20 août 1828) ;
- Guillaume Tell de Rossini (3 août 1829) ;
- Le Philtre d'Auber (20 juin 1831) ;
- Robert le Diable de Giacomo Meyerbeer (21 novembre 1831) ;
- Le Serment ou les Faux-monnayeurs d'Auber (1er octobre 1832) ;
- Gustave III ou le Bal masqué d’Auber (27 février 1833) ;
- Don Juan de Mozart (représenté 209 fois entre 1834 et 1874) ;
- La Juive de Jacques Fromental Halévy (23 février 1835) ;
- Les Huguenots de Meyerbeer (29 février 1836) ;
- La Esmeralda de Louise Bertin (14 novembre 1836) ;
- Guido et Ginevra ou la Peste de Florence d’Halévy (5 mars 1838) ;
- Benvenuto Cellini d’Hector Berlioz (3 septembre 1838) ;
- Le Lac des fées d’Auber (1er avril 1839) ;
- Les Martyrs de Gaetano Donizetti (10 avril 1840) ;
- La Favorite de Donizetti (2 décembre 1840) ;
- La Reine de Chypre d’Halévy (22 décembre 1841) ;
- Charles VI d’Halévy (15 mars 1843) ;
- Dom Sébastien, roi de Portugal de Donizetti (13 novembre 1843) ;
- Jérusalem de Giuseppe Verdi (26 novembre 1847) ;
- Le Prophète  de Meyerbeer (16 avril 1849) ;
- L’Enfant prodigue d’Auber (6 décembre 1850) ;
- La Nonne sanglante de Charles Gounod (18 octobre 1854) ;
- Les Vêpres siciliennes de Verdi (13 juin 1855) ;
- Le Trouvère de Verdi, version française (12 janvier 1857) ;
- Tannhäuser de Richard Wagner, version « de Paris »[note 1] (13 mars 1861) ;
- L’Africaine de Meyerbeer (28 avril 1865) ;
- Don Carlos de Verdi (11 mars 1867) ;
- Hamlet d’Ambroise Thomas (9 mars 1868) ;
- Faust de Gounod, seconde version avec ballet[note 2] (3 mars 1869) ;
- Erostrate d'Ernest Reyer (16 octobre 1871).

#### Ballets

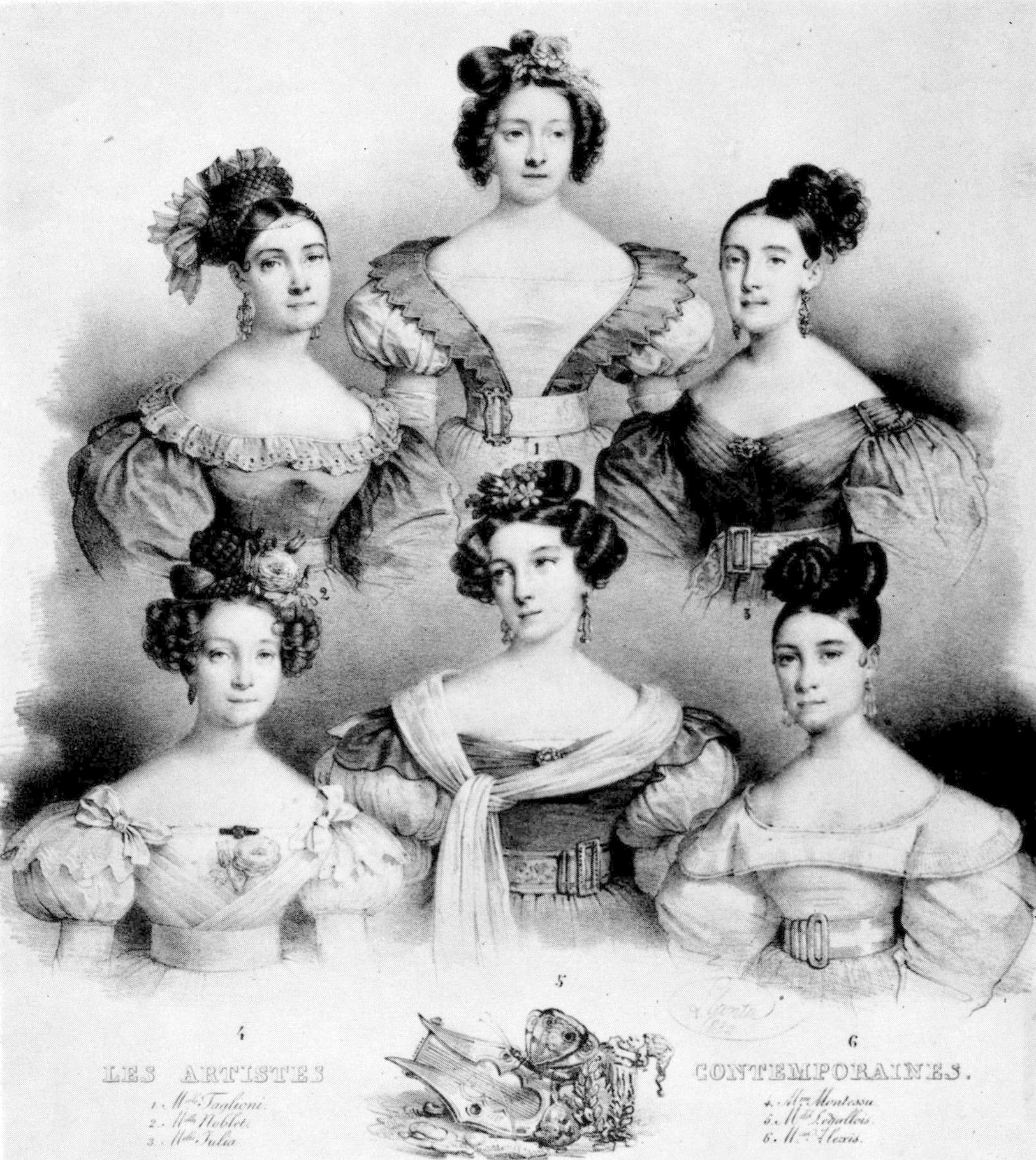
Les premières ballerines de l'Opéra de Paris en 1832.

- 12 mars 1832 : La Sylphide, livret d'Adolphe Nourrit, chorégraphie Filippo Taglioni ; musique Jean Schneitzhoeffer
- 21 septembre 1836 : La Fille du Danube, chorégraphie Filippo Taglioni ; musique Adolphe Adam
- 23 septembre 1840 : Le Diable amoureux, livret de Saint-George, chorégraphie Joseph Mazilier ; musique Francois Benoist et Napoléon Henri Reber
- 28 juin 1841 : Giselle, ou les Willis, livret de Théophile Gautier, chorégraphie Jean Coralli et Jules Perrot ; musique Adolphe Adam
- 22 juin 1842 : La jolie fille de Gand, livret de Saint-Georges et Albert, chorégraphie Albert ; musique Adolphe Adam
- 22 février 1843 : La Péri, chorégraphie Jean Coralli ; musique Friedrich Burgmüller
- 11 août 1845 : Le Diable à quatre, livret d'Adolphe de Leuven, chorégraphie Joseph Mazilier ; musique Adolphe Adam
- 1er avril 1846 : Paquita, livret de Paul Foucher, chorégraphie Joseph Mazilier ; musique Edouard Deldevez
- 23 janvier 1856 : Le Corsaire, livret de Saint-Georges et Joseph Mazilier, chorégraphie Joseph Mazilier ; musique Adolphe Adam
- 26 novembre 1860 : Le Papillon, livret de Saint-Georges, chorégraphie Marie Taglioni ; musique Jacques Offenbach
- 12 novembre 1866 : La Source, livret de Charles Nuitter, chorégraphie Arthur Saint-Léon ; musique Léo Delibes et Léon Minkus
- 25 mai 1870 : Coppélia, livret de Charles Nuitter et Arthur Saint-Léon, chorégraphie Arthur Saint-Léon, musique Léo Delibes

### Événements marquants

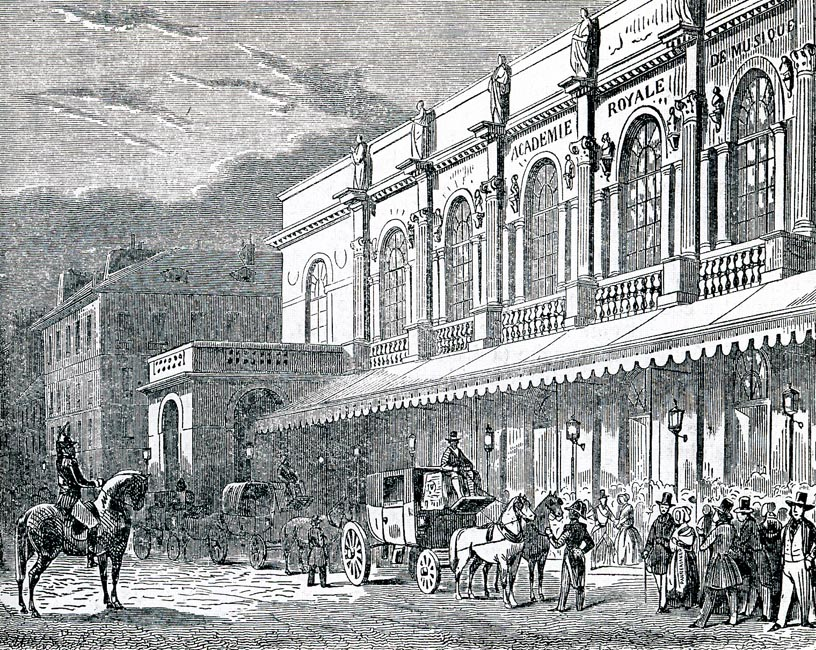
Opéra Le Peletier, gravure par A. Provost (1844).

- 1822. Le 6 février 1822, le gaz est utilisé pour la première fois pour éclairer les effets de scène, dans Aladin ou la Lampe merveilleuse, opéra-féerie en cinq actes de Nicolas Isouard et de Benincori, livret de Charles-Guillaume Étienne.
- 1831-1835. Dans ces années où le docteur Louis Véron est directeur, le foyer est ouvert aux abonnés et de grands bals masqués sont organisés par Philippe Musard.
- 1858. Devant l'entrée de l'opéra où ils se rendent en calèche, le 14 janvier 1858, l'empereur Napoléon III et l'impératrice Eugénie subissent l'attentat d'Orsini. Les bombes que cet indépendantiste italien  et ses deux complices lancent sur le cortège font de nombreuses victimes et des dégâts importants, mais le couple impérial s'en sort indemne et peut se montrer à sa loge (voir le récit détaillé). Le spectacle continue selon le programme prévu[7], composé pour honorer le baryton Eugène Massol qui prend sa retraite : fragments du deuxième acte de Guillaume Tell de Rossini ; dernier acte de Marie Stuart, tragédie en cinq actes de Schiller[note 3] ; extraits du ballet Gustave III ou le Bal masqué d'Auber (pas « chinois », pas « nouveau », pas « du Cheval de bronze »). C'est deux jours après l'attentat que Wagner arrive à Paris ; c'est son sixième séjour en France, au cours duquel il rend visite à Hector Berlioz, qui lui lit le poème des Troyens
- 1861. Dans la nuit du 19 au 20 juillet, au moment de la sortie des spectacles, un incendie se déclare dans le bâtiment du magasin de décors de la rue Richer, à l'angle de la rue du Faubourg-Poissonnière. Avec le bâtiment, disparaissent 133 décors complets, dont ceux des œuvres suivantes : Sémiramis, La Juive, Orfa, La Magicienne, La Reine de Chypre, La Sylphide, Tannhäuser. Quelques-uns sont préservés, car ils sont alors à l'opéra, notamment ceux de : Robert le Diable, Les Huguenots, Le Prophète, Herculanum, La Favorite[8].
- 1862. Le 15 novembre 1862, lors d'une répétition du ballet de La Muette de Portici, les vêtements de la danseuse Emma Livry prennent feu. Elle meurt après une agonie de huit mois.

### Destruction
La salle est totalement détruite dans la nuit du 28 au 29 octobre 1873, par un incendie qui dure près de vingt-quatre heures et dont les causes resteront inconnues.
- On déplore un mort, le caporal de pompiers Bellet[9].
- Sont anéantis, avec le bâtiment : la machinerie de la scène, le magasin d'accessoires, les armures, le mobilier du théâtre et de la salle, le matériel d'éclairage, les bustes du foyer, entre autres celui de Gluck, chef-d'œuvre de Houdon, la statue assise de Rossini qui se trouvait derrière le contrôle, des instruments de musique ;
- Sont préservés, grâce à Charles Nuitter, l'archiviste, et à M. Cœdès, le souffleur : tous les papiers historiques de la maison, les livrets, les partitions, la collection des affiches depuis l'an XII, le recueil des états d'émargement depuis 1749 contenant les autographes des artistes.

La destruction de l'opéra Le Peletier a plusieurs conséquences notables :
- la construction de l'opéra Garnier reprend activement, pour s'achever un an plus tard ; la nouvelle salle d'opéra de Paris est inaugurée le 5 janvier 1875. Durant l'année d'attente (1874), les représentations ont lieu à la salle Ventadour.
- on en tire l'idée d'un réseau de bouches à incendie réparties sur les boulevards et artères de la ville[10].
- la place libérée permet un réaménagement du quartier, qui dure jusqu'en 1927 et qui comprend : 
  - le percement des derniers tronçons du boulevard Haussmann, jusqu'à son extrémité orientale, le carrefour Richelieu-Drouot, où il croise la rue Drouot et rejoint le boulevard Montmartre et le boulevard des Italiens ;
  - la démolition du passage de l'Opéra ;
  - le prolongement de la rue Chauchat au sud de la rue Rossini jusqu'au boulevard Haussmann.

## Galerie

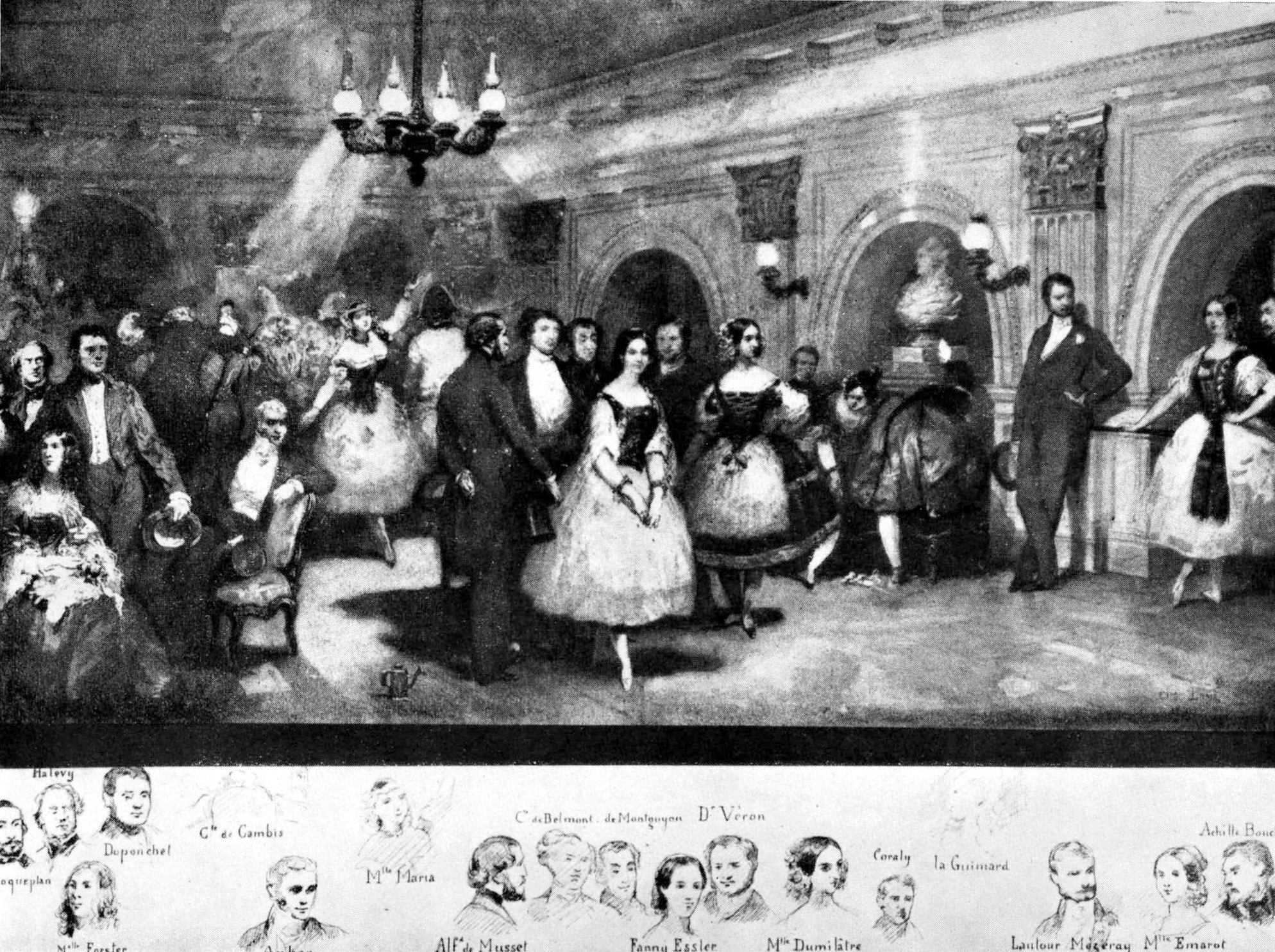
Lithographie d'Eugène Lami montrant quelques danseuses célèbres et leurs non moins célèbres mécènes au foyer de la danse en 1841.
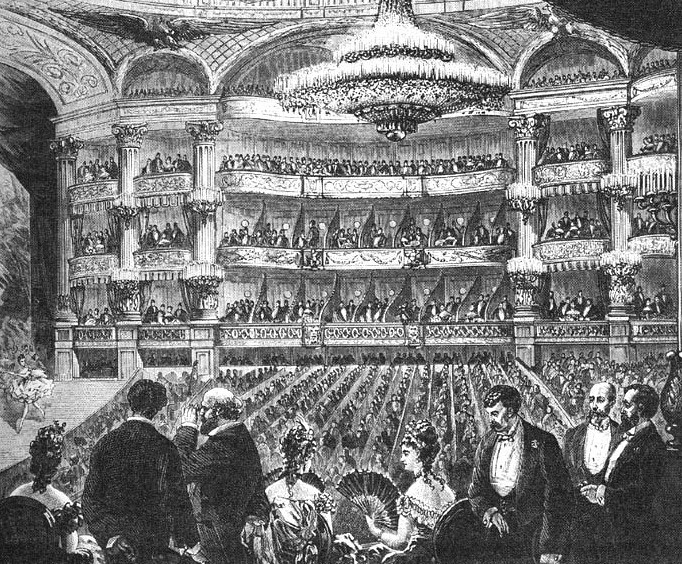
La grande salle en 1854.
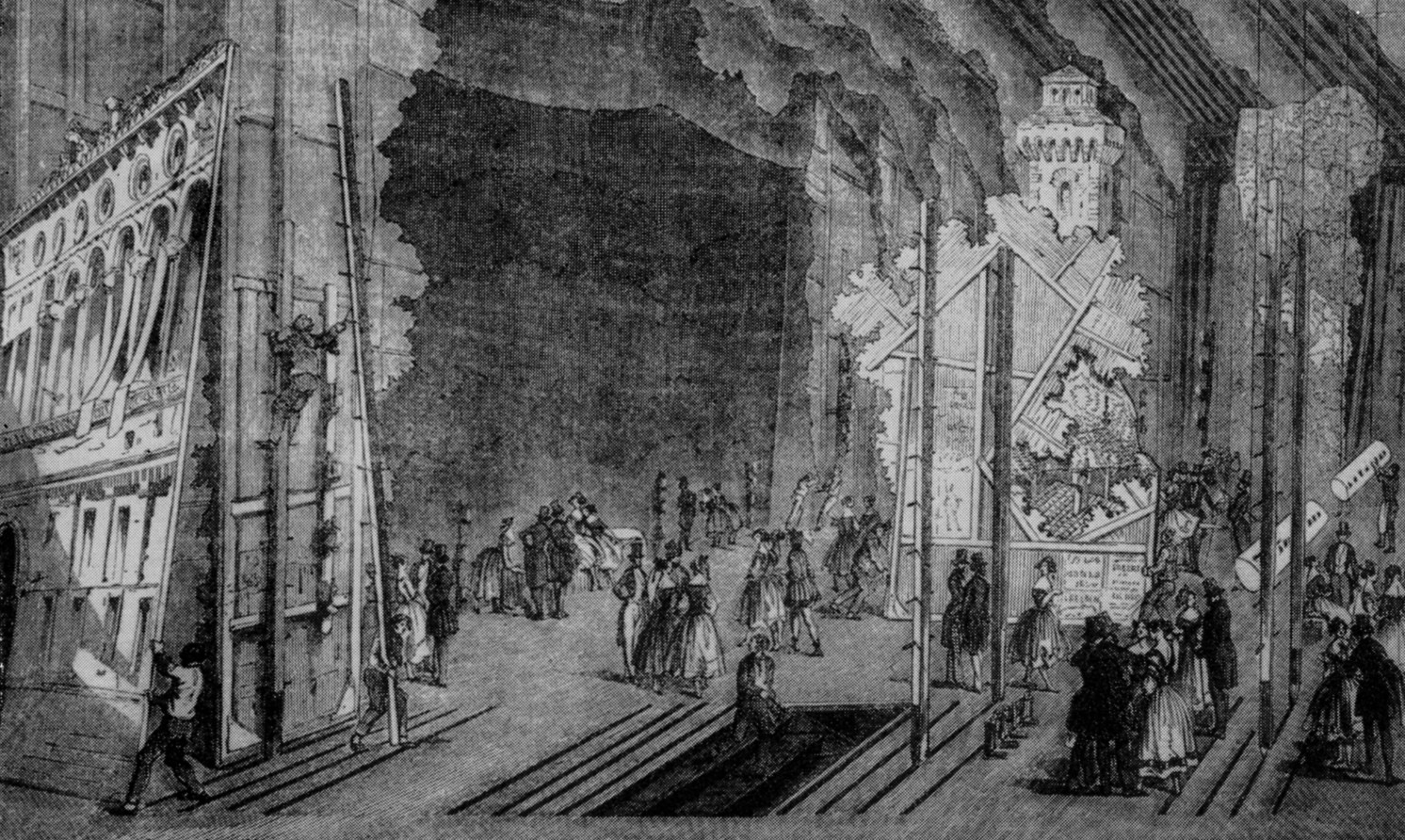
L'arrière-scène vers 1855.
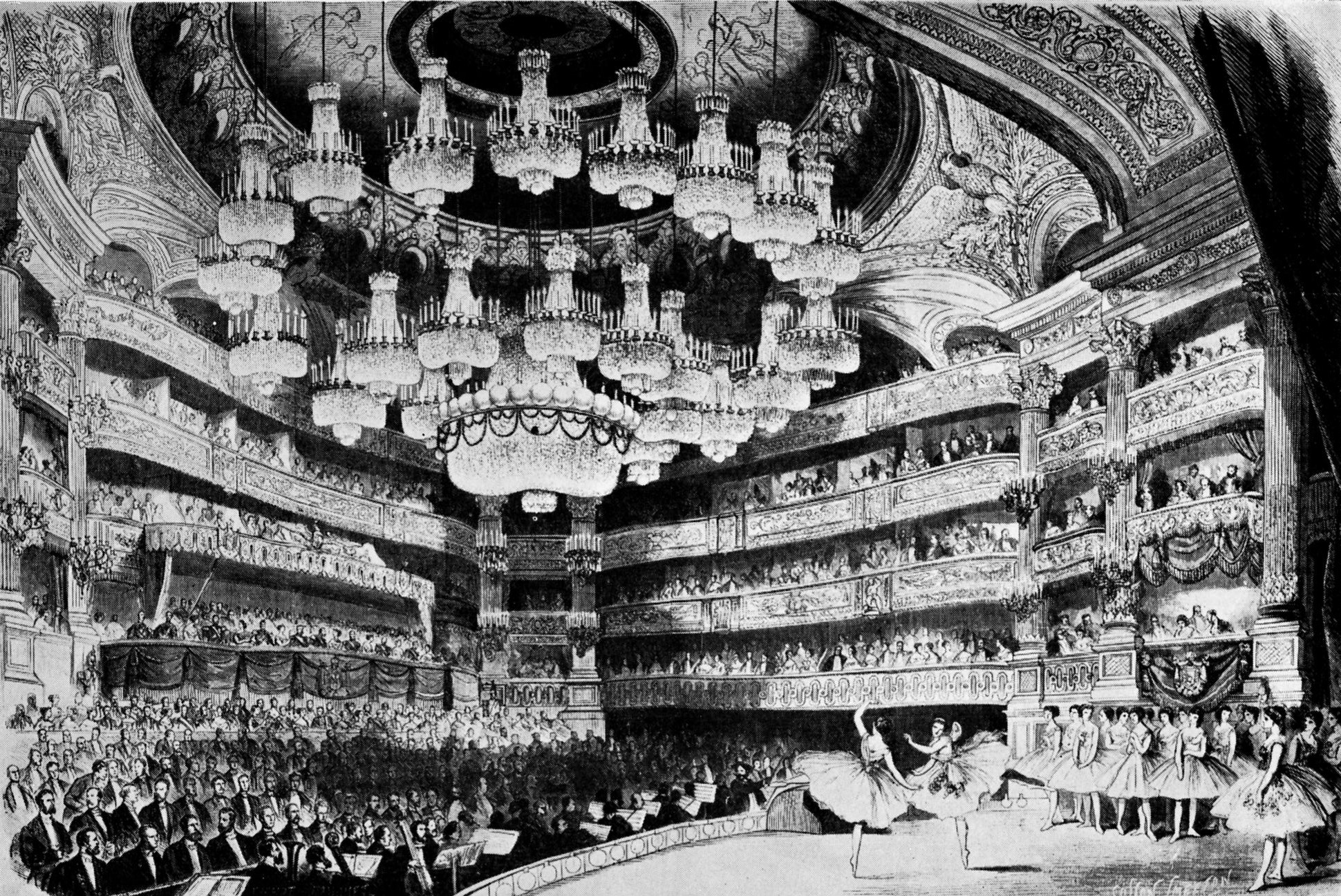
Représentation de Giselle en l'honneur de la visite officielle du tsar Alexandre II le 4 juin 1867.
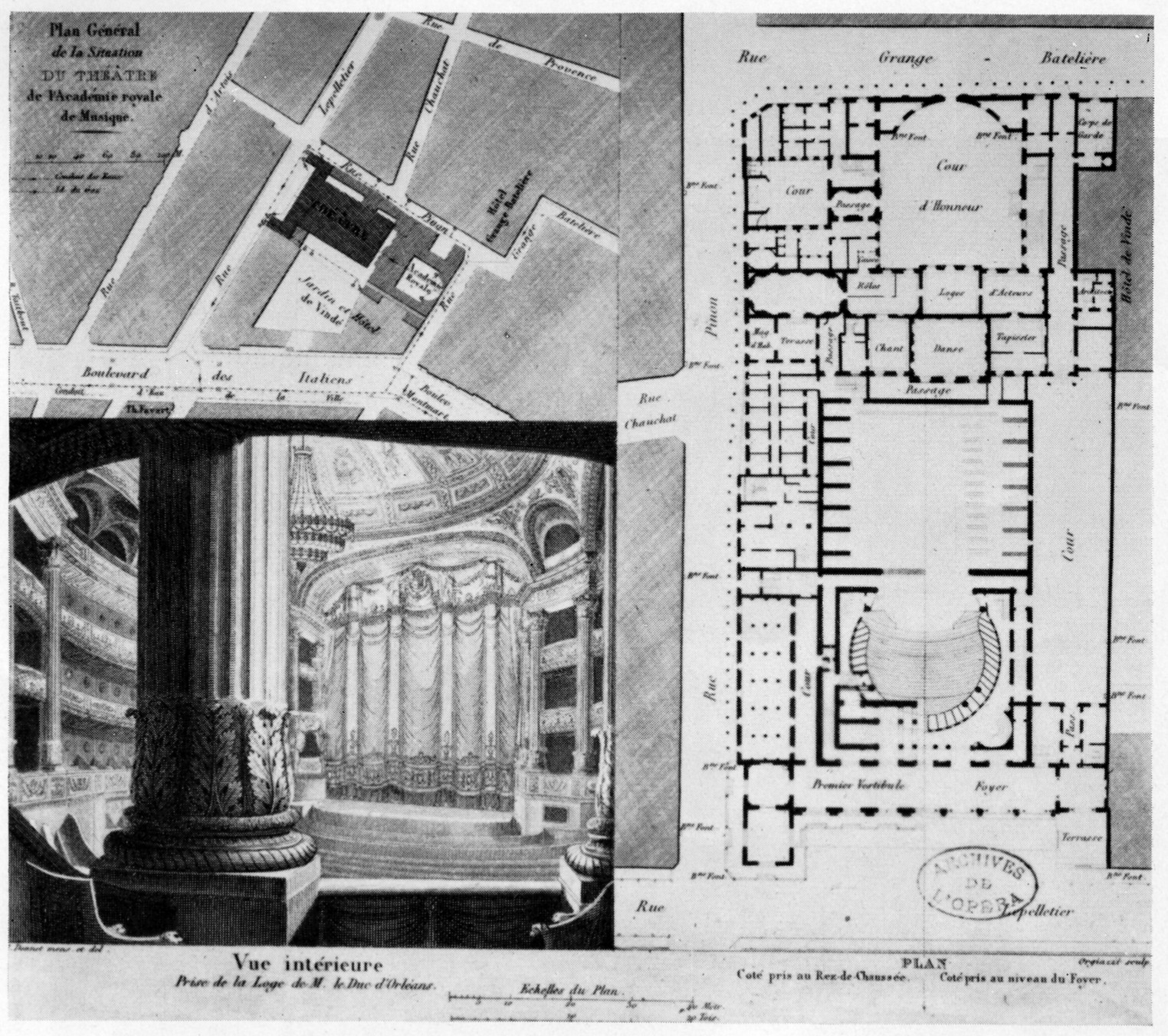
Plans de la salle Le Peletier en 1822 : plan de situation, plan du RdC et vue de la scène.
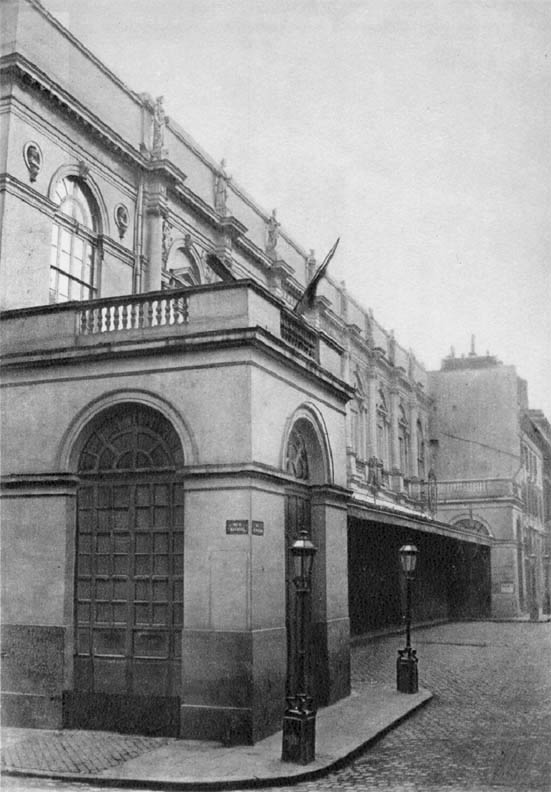
Angle de la façade vers 1870.
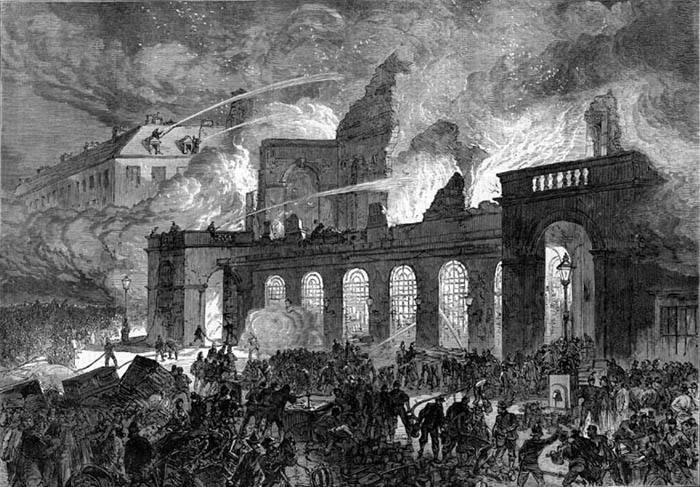
L'incendie du 28 octobre 1873.
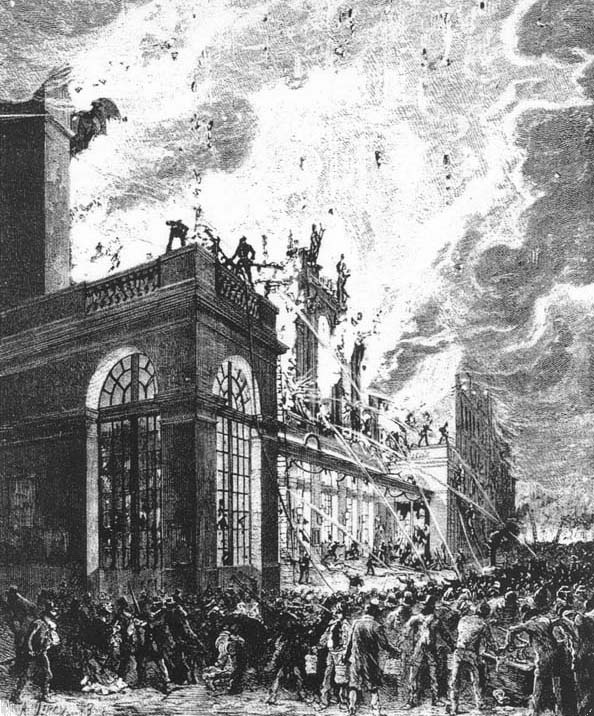
L'incendie du 28 octobre 1873.

## En peinture

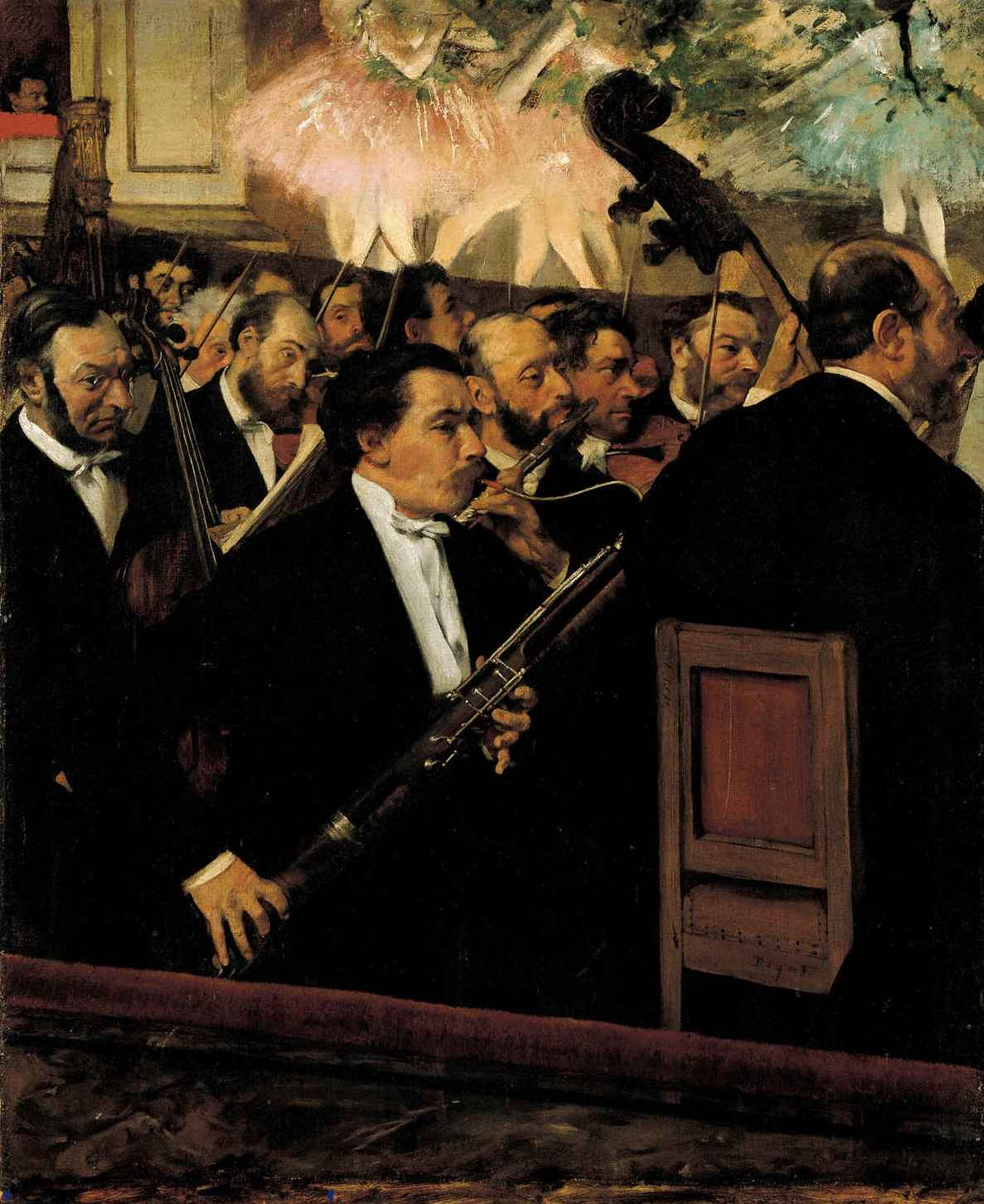
Edgar Degas, L'Orchestre de l'Opéra (musée d'Orsay, 1868).

Édouard Manet, Bal masqué à l'opéra (National Gallery of Art, 1873).

Deux grands peintres ont représenté des scènes se déroulant à l'opéra Le Peletier : Edgar Degas et Édouard Manet.

### Edgar Degas
- L'Orchestre de l'Opéra, vers 1870, huile sur toile, 53 × 45 cm, Musée d'Orsay, Paris. Au premier plan, Désiré Dihau ; à l'avant-scène, Emmanuel Chabrier ;
- Musiciens à l'orchestre, 1870-1871, musée Städel ;
- Foyer de Danse, 1871, Metropolitan Museum of Art, New York ;
- Le Ballet de « Robert le Diable » (1871), huile sur toile, 66 × 54,3 cm, Metropolitan Museum of Art ;
- Le foyer de la danse à l'Opéra de la rue Le Peletier, 1872, 33 × 46 cm, Musée d'Orsay, Paris ;
- Le Foyer de la danse à l'Opéra de la rue Le Peletier, 1872, huile sur toile, 32 × 46 cm, Musée d'Orsay ;
- La Répétition, huile sur toile, 1873, 65 × 81 cm, Museums and Art Galleries Glasgow ;
- Répétition de Ballet, 1873, 45,8 × 61 cm, Fogg Art Museum, Cambridge (Massachusetts) ;
- Avant-première du ballet, 1873-1874 ;
- Répétition d'un ballet sur la scène, 1874, huile sur toile, 65 × 81 cm, Musée d'Orsay ;
- Examen de Danse, 1874 ;
- La Classe de danse, 1875, 85 × 75 cm, Musée d'Orsay ;
- Le Ballet de « Robert le Diable » (1876), Victoria and Albert Museum.

### Édouard Manet
- Bal masqué à l'opéra, 1873, National Gallery of Art (Washington). Le peintre s'est représenté sur le tableau : c'est le deuxième personnage en partant de la droite, avec une barbe blonde ; il semble avoir laissé tomber sa carte au sol.